# یوهانس فرمیر
یوهانس فرمیر (به هلندی: Johannes Vermeer) (زاده ۳۱ اکتبر ۱۶۳۲ - درگذشت ۱۵ دسامبر ۱۶۷۵) از معروف‌ترین نقاشان هلندی دورهٔ باروک است. او از پایه‌گذاران دوران طلایی هنر هلند در قرن هفدهم میلادی می‌باشد. در طول زندگی خود، او یک نقاش سبک محلی نسبتاً موفق بود که در دلفت و لاهه شناخته شده بود. با این وجود، او تابلوهای نسبتاً کمی تولید کرد و ظاهراً ثروتمند نبود. پس از مرگش همسر و فرزندانش را بدهکار گذاشت.
مانند دیگر هنرمندان بزرگ هلندی عصر طلایی مانند فرانس هالس و رامبراند، ورمیر هرگز به خارج از کشور نرفت. او نیز مانند رامبراند یک مجموعه دار و دلال آثار هنری مشتاق بود.

## زندگی
دربارهٔ زندگی فرمیر اطلاعات زیادی وجود ندارد. او روز ۳۱ اکتبر ۱۶۳۲ در شهر دلفت در هلند به دنیا آمد و پسر یک فروشنده بود. در سال ۱۶۵۳ با کاتارینا بولنز ازدواج کرد و از این پیوند صاحب ۱۵ فرزند شد که ۴ نفر از آن‌ها در سنین کودکی مردند. پیوند او با همسرش با توجه به شرایط اجتماعی و دینی قرن هفدهم تا حدودی تعجب‌انگیز بود؛ چرا که خانوادهٔ همسر او از خانوادهٔ خودش ثروتمندتر بودند. به علاوه، ورمر پروتستان بود در حالی که همسرش کاتولیک بود. به همین دلیل گمان می‌رود که ورمر به کاتولیسیسم روی‌آورده باشد. ورمر و خانواده‌اش نزد مادر کاتارینا زندگی می‌کردند، که از آثار او حمایت مالی می‌کرد.
فرمیر در دوران نسبتاً کوتاه زندگی‌اش به شهرت زیادی دست نیافت و شهرت او تنها به شهر دِلفت و اطراف آن محدود بود. او تا پایان زندگی‌اش بیش از ۴۵ تابلو نکشید، و احتمالاً به همین علت بود که وضع مالی خوبی نداشت. او در ۱۵ دسامبر ۱۶۷۵ چشم از جهان فروبست و همسر و ۱۱ فرزندش را در مقابل قرض‌های سنگینی ترک گفت.
برعکس هنرمندان دیگر عصر طلایی هلند مثل فرانس هالس و رامبرانت، ورمیر هیچ وقت به خارج از کشور نرفت.

## آثار
امروزه ۳۴ تابلوی نقاشی از فرمیر شناسایی شده‌است. هانس کنینگبرگر دربارهٔ او می‌نویسد انگار که اکثر نقاشی‌های ورمیر در دو اتاق خانه او در دلفت واقع شده‌اند با لوازم و اثاثیه مشابه و سوژه‌های مشابه (معمولا زنان). آثار او اکثراً صحنه‌هایی خانگی و روزمره را نشان می‌دهند. دختری با گوشواره مروارید، زن شیردوش، چشم‌انداز دلفت، دختری با فلوت، سرباز و دختر خندان، دختر جوان با جام می، زنی با یک ترازو، پرتره بانوی جوان و هنر نقاشی از تابلوهای معروف او می‌باشند.

## نگارخانه

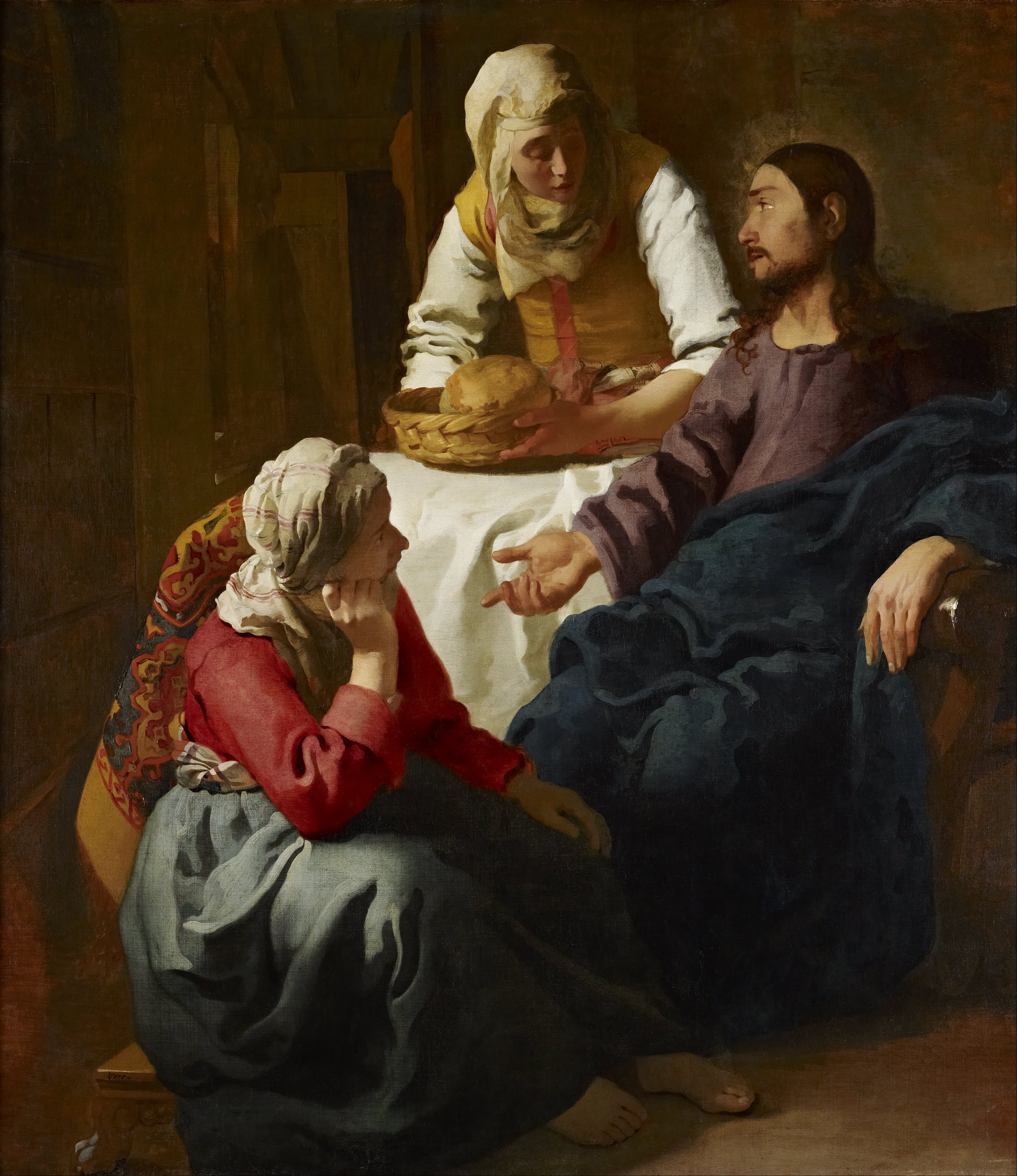
مسیح در خانهٔ مارتا و مریم (۱۶۵۴-۱۶۵۵)
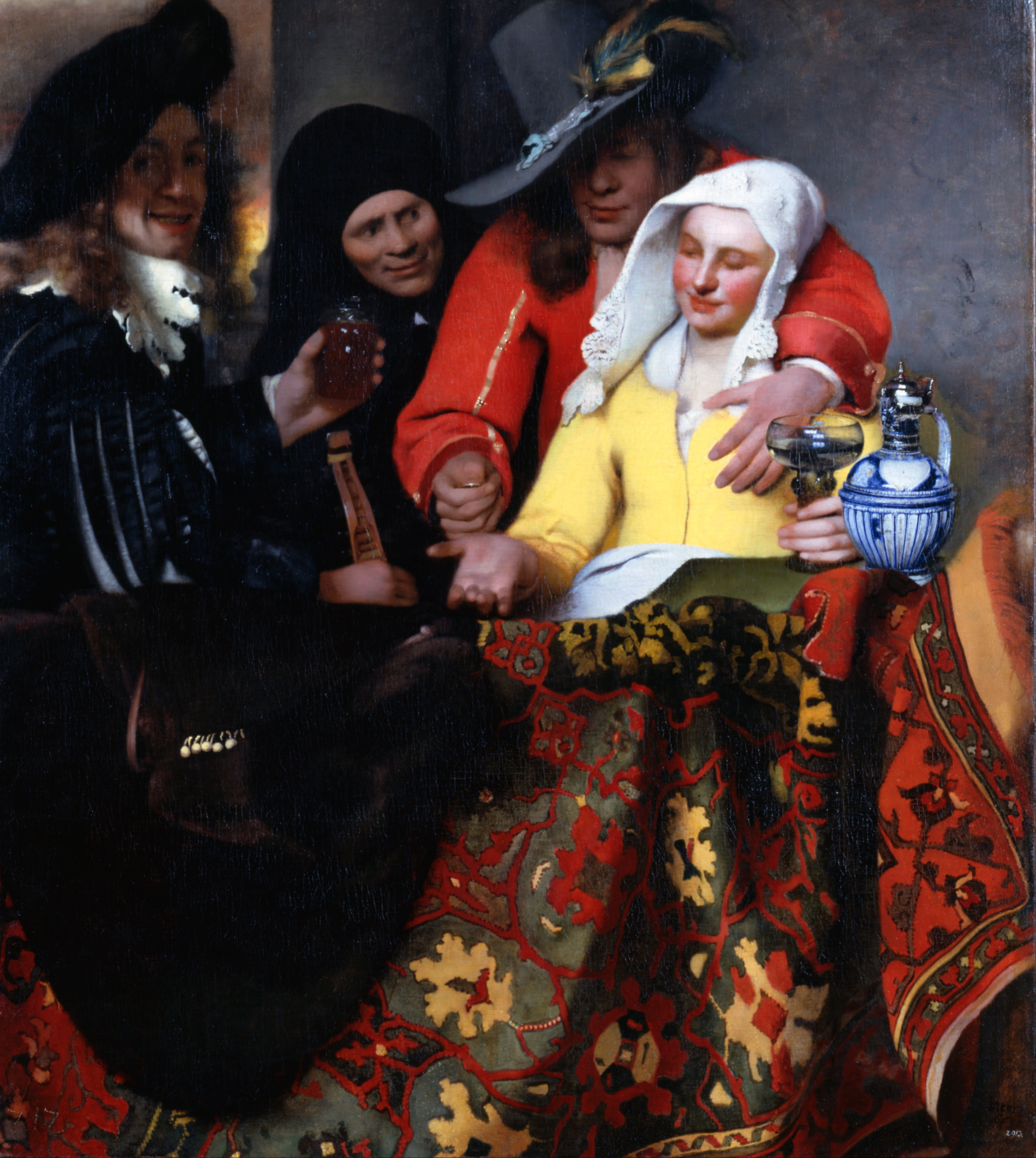
قواد ۱۶۵۶ م. گمالده‌گالری
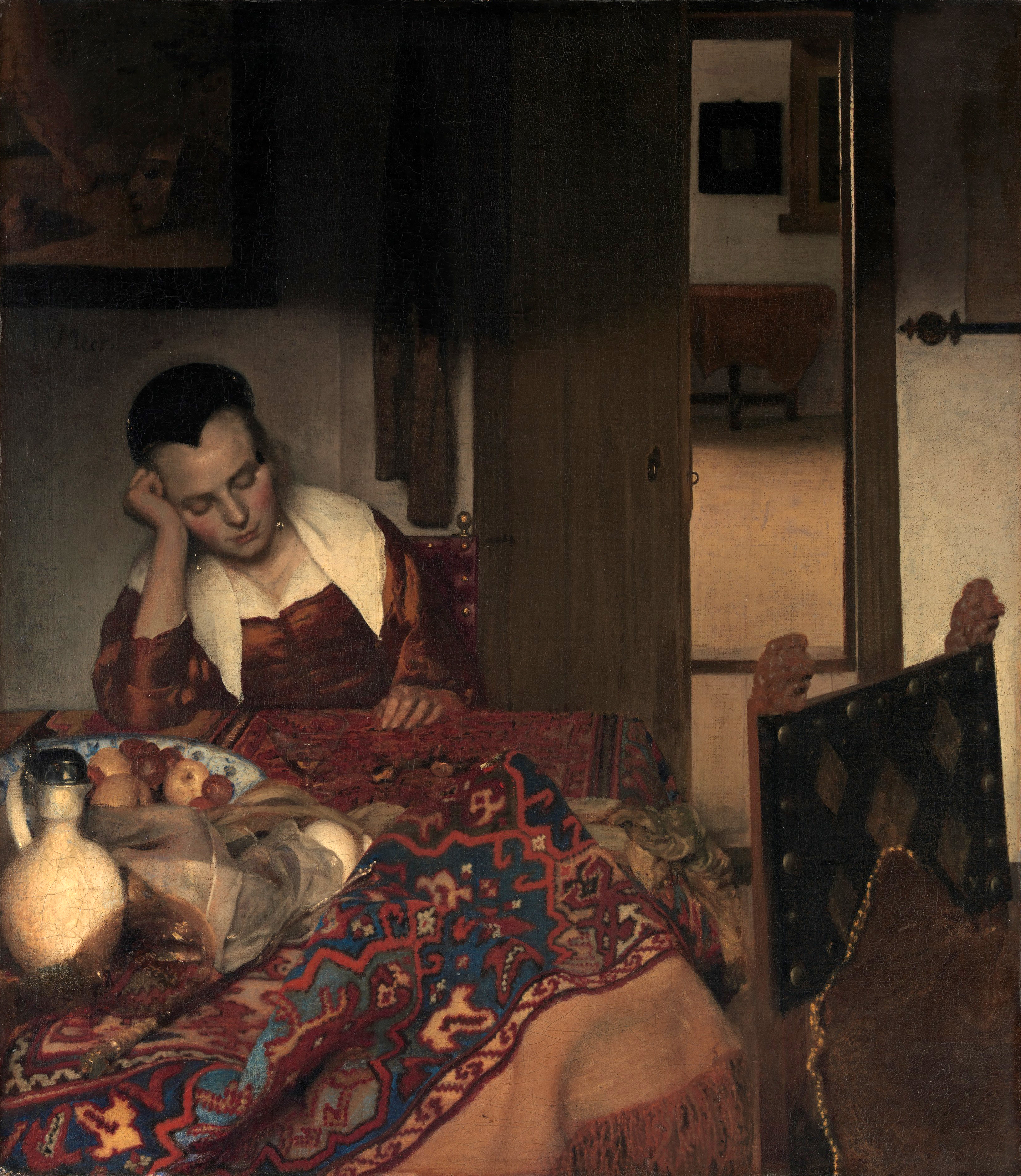
زن جوان در خواب (۱۶۵۷)
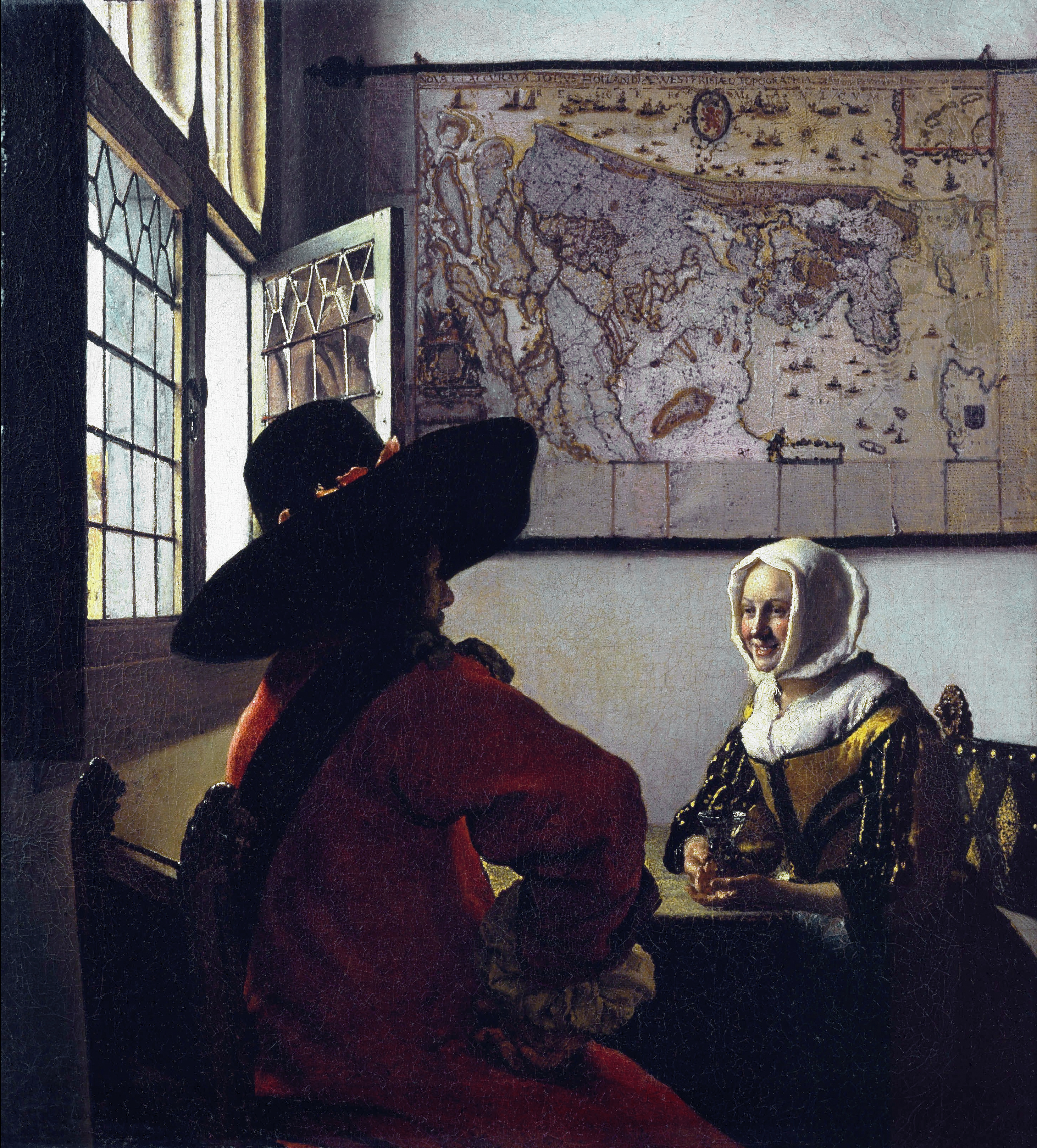
سرباز و دختر خندان (۱۶۵۸)
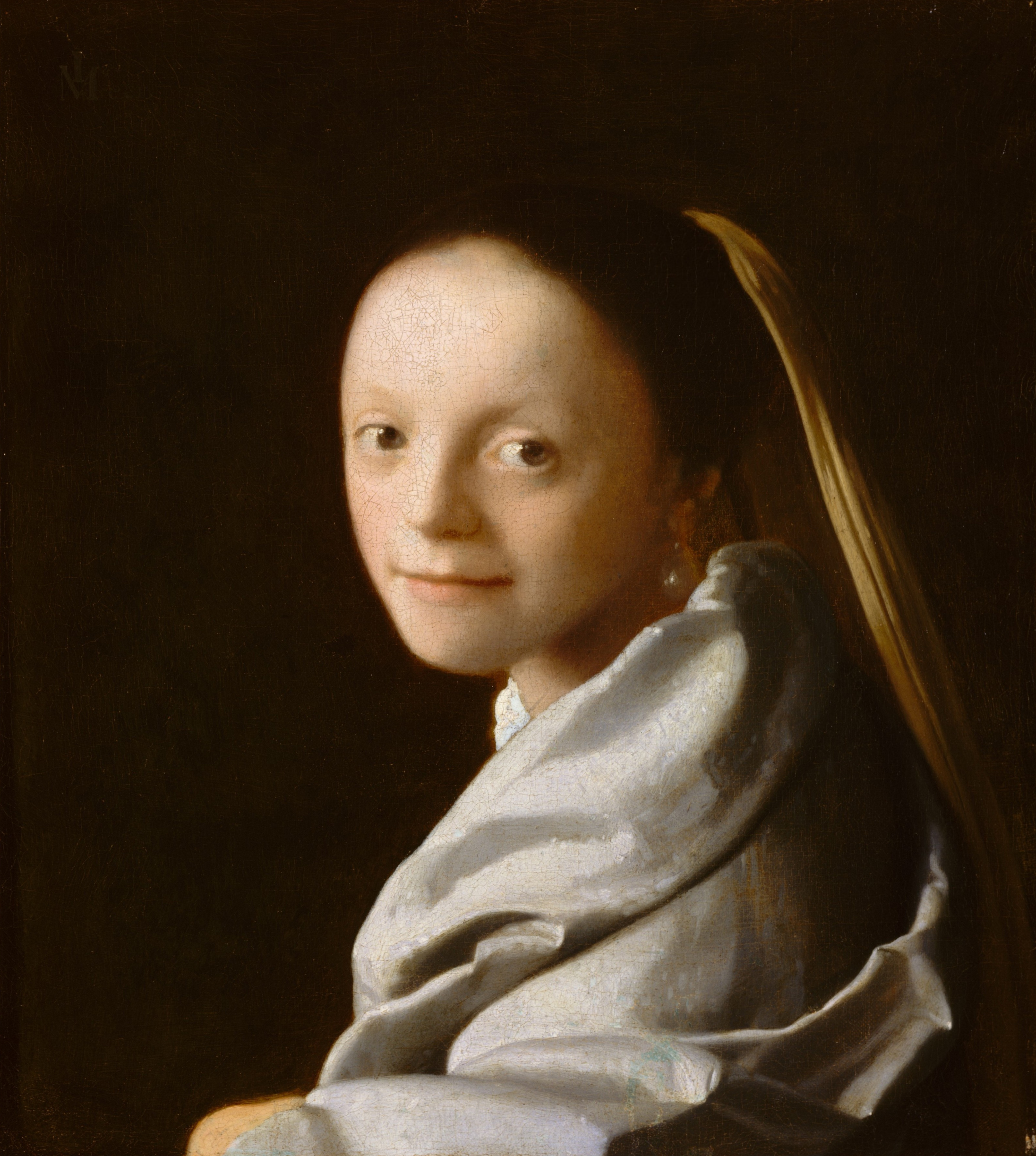
پرتره بانوی جوان (۱۶۶۶)
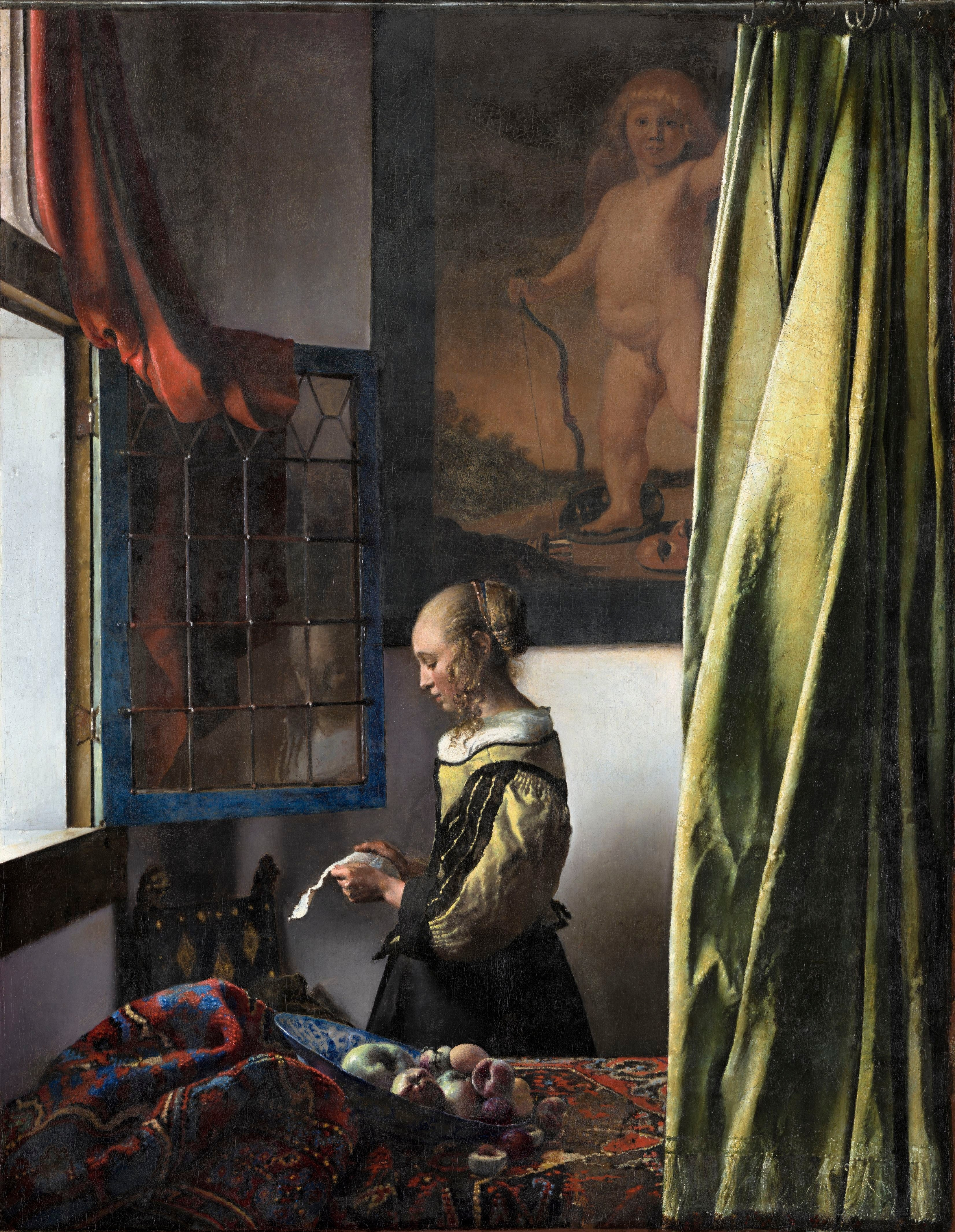
دختری در حال خواندن نامه‌ای در کنار پنجره (۱۶۵۹)
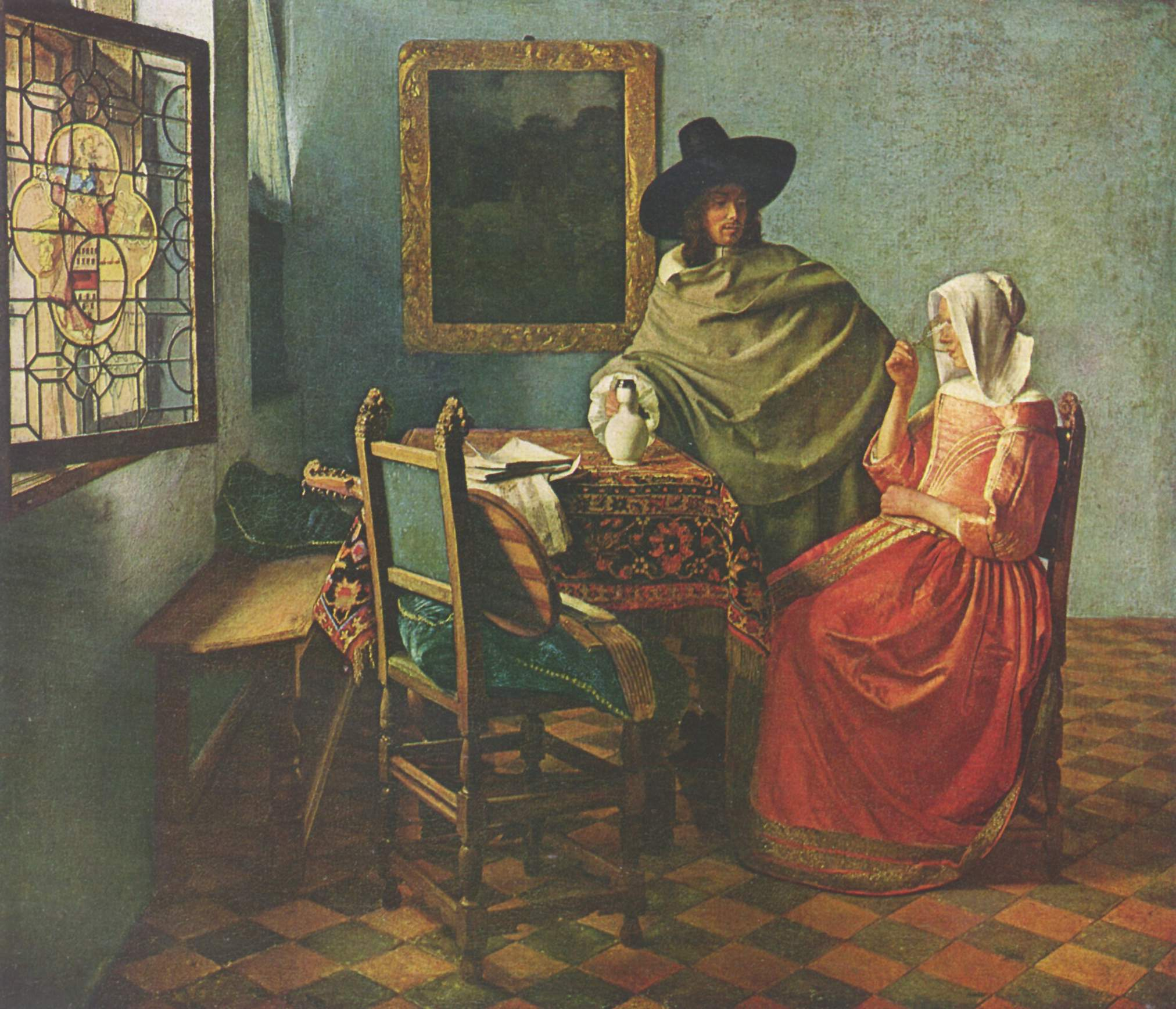
جام می (۱۶۶۰-۱۶۶۱)
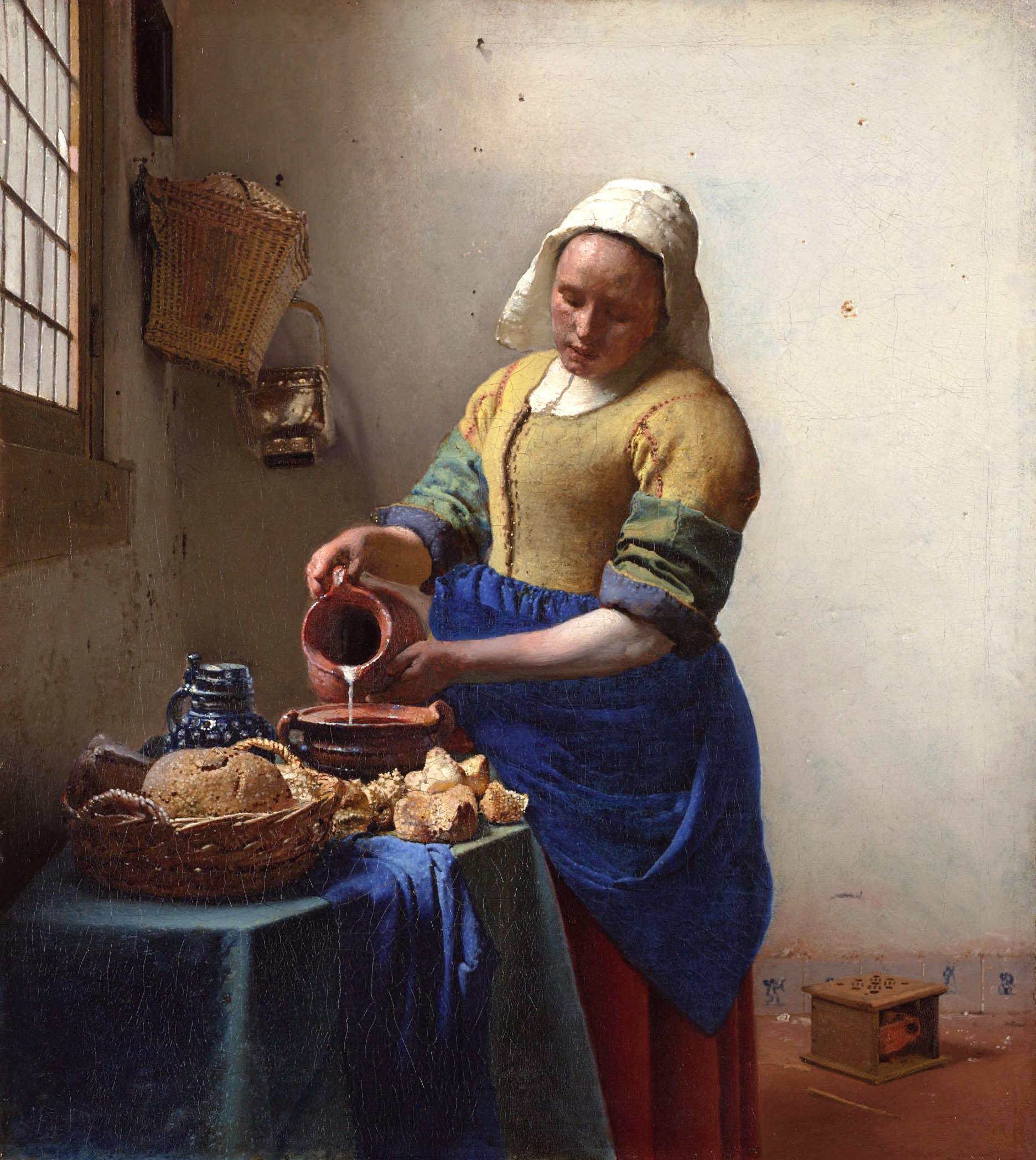
زن شیردوش (۱۶۶۰-۱۶۶۱)
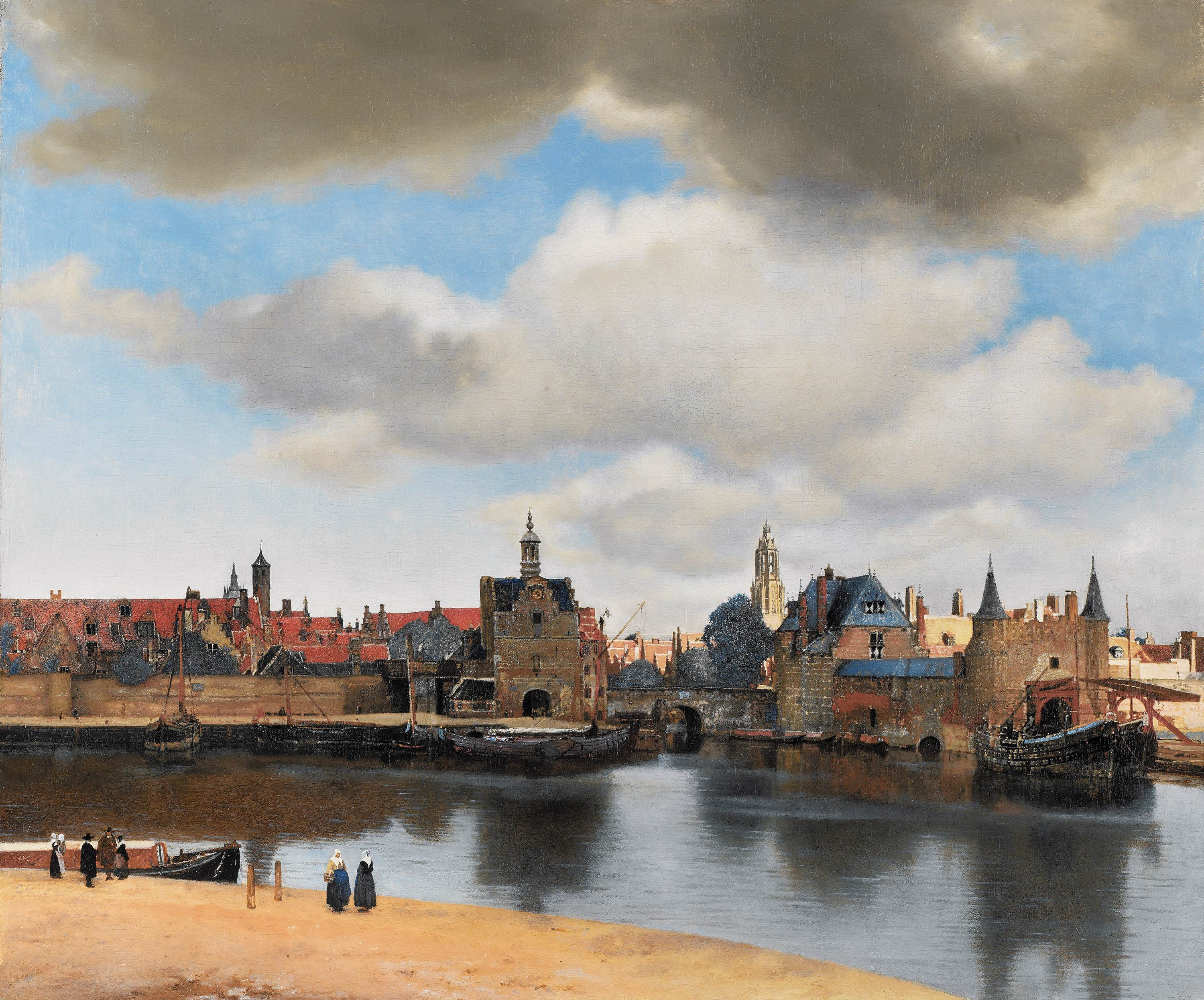
چشم‌انداز دلفت (۱۶۶۱)
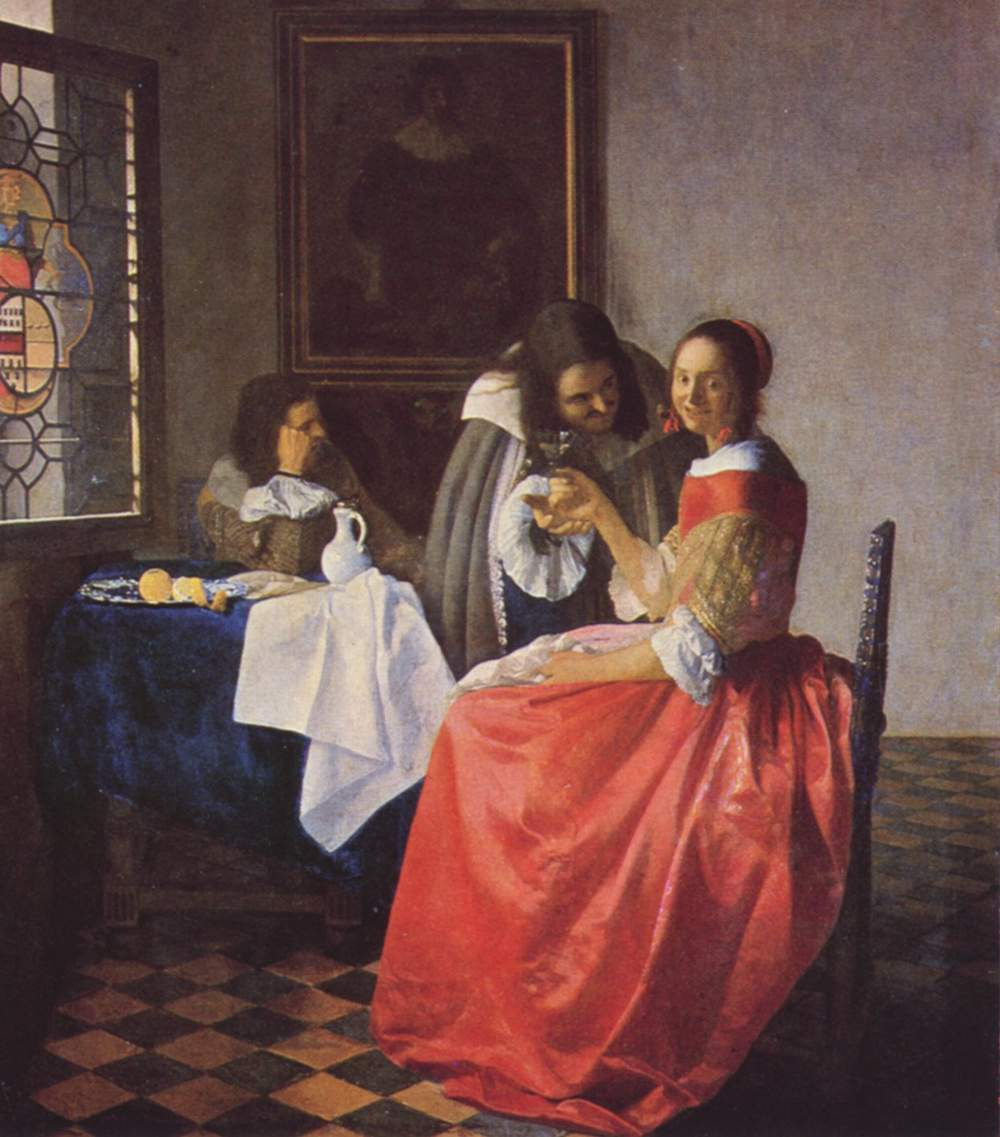
دختر جوان با جام می (۱۶۶۲)
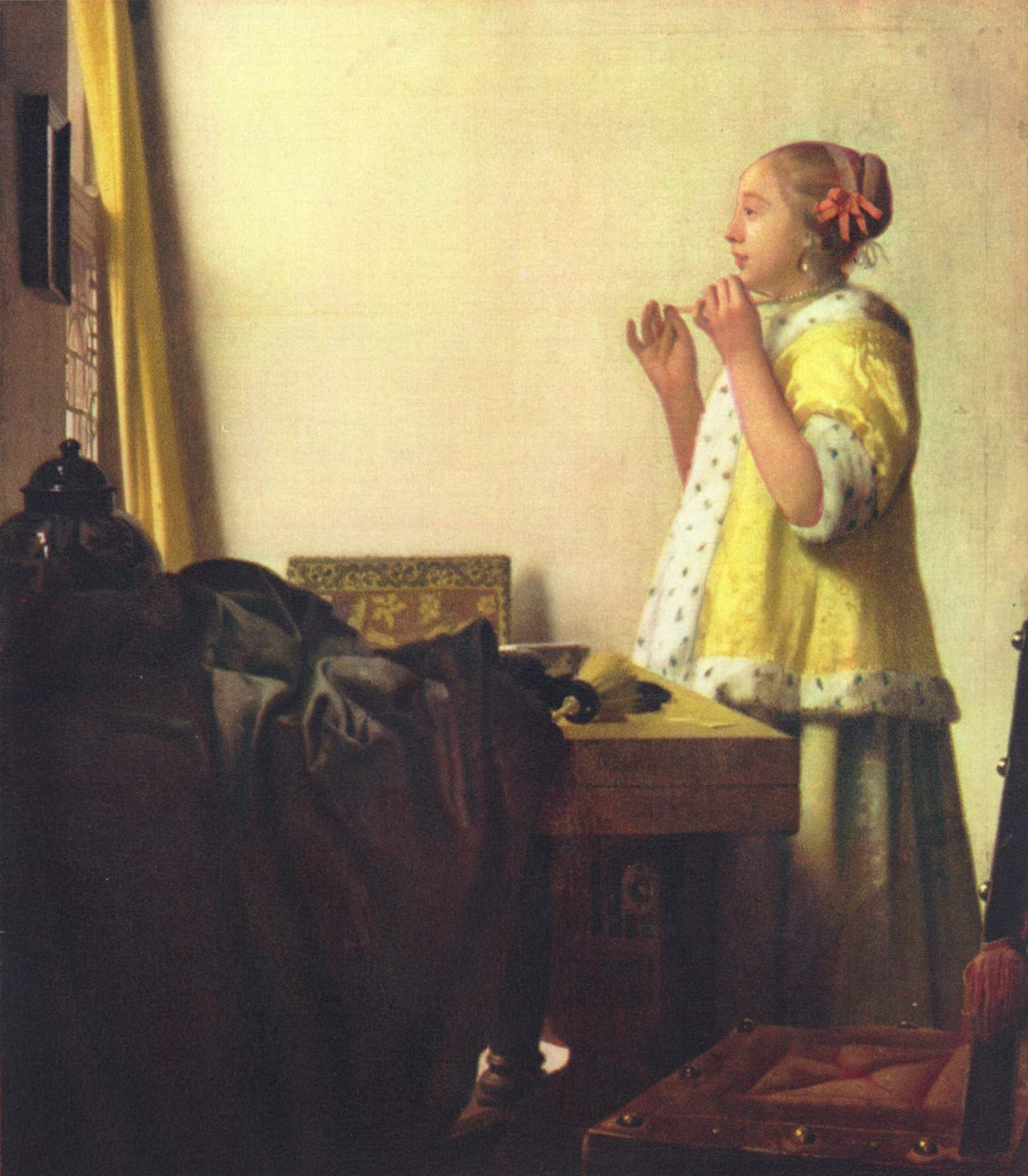
بانویی با گردنبند مروارید (۱۶۶۲-۱۶۶۵)
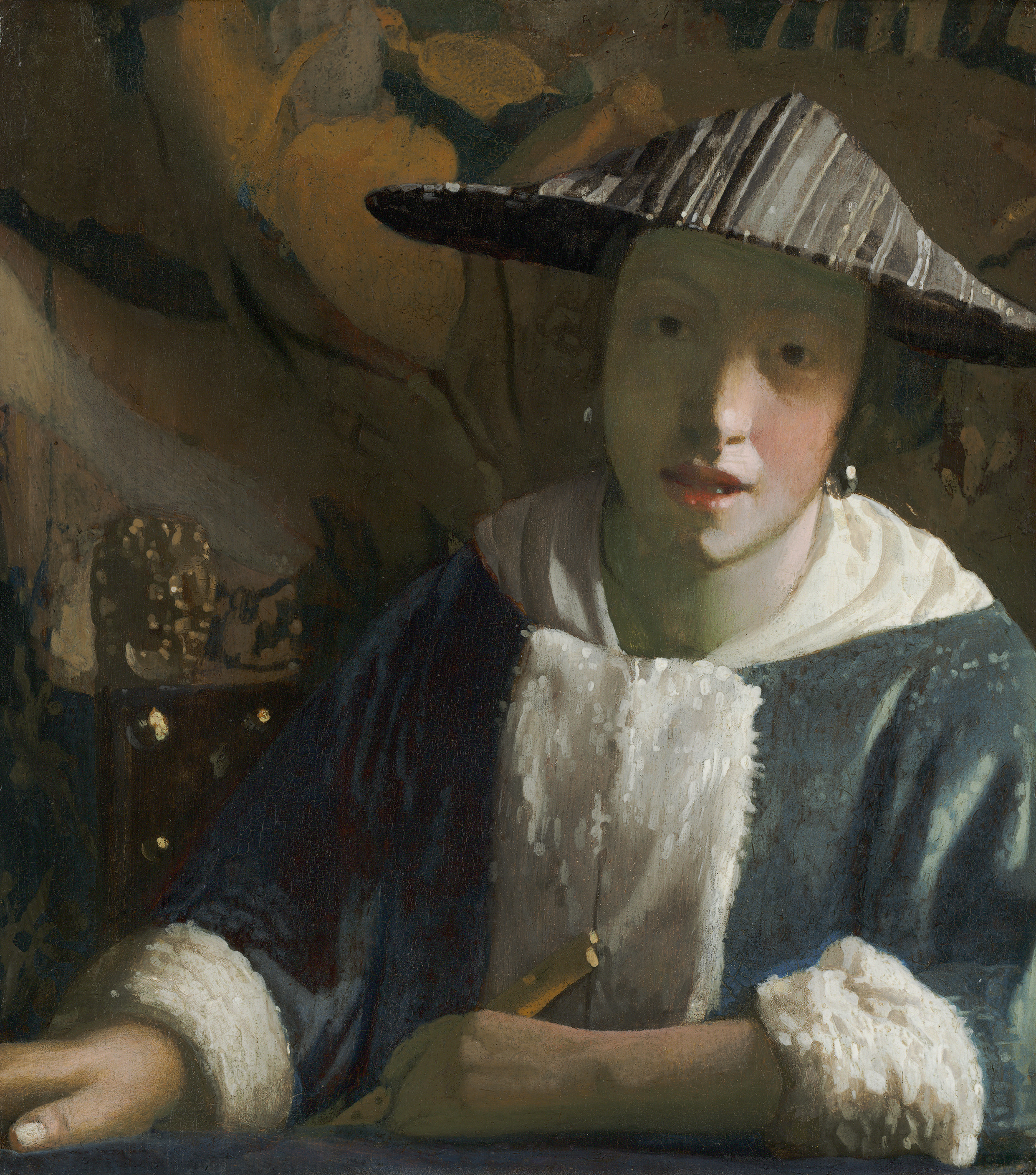
دختری با فلوت (۱۶۶۵)
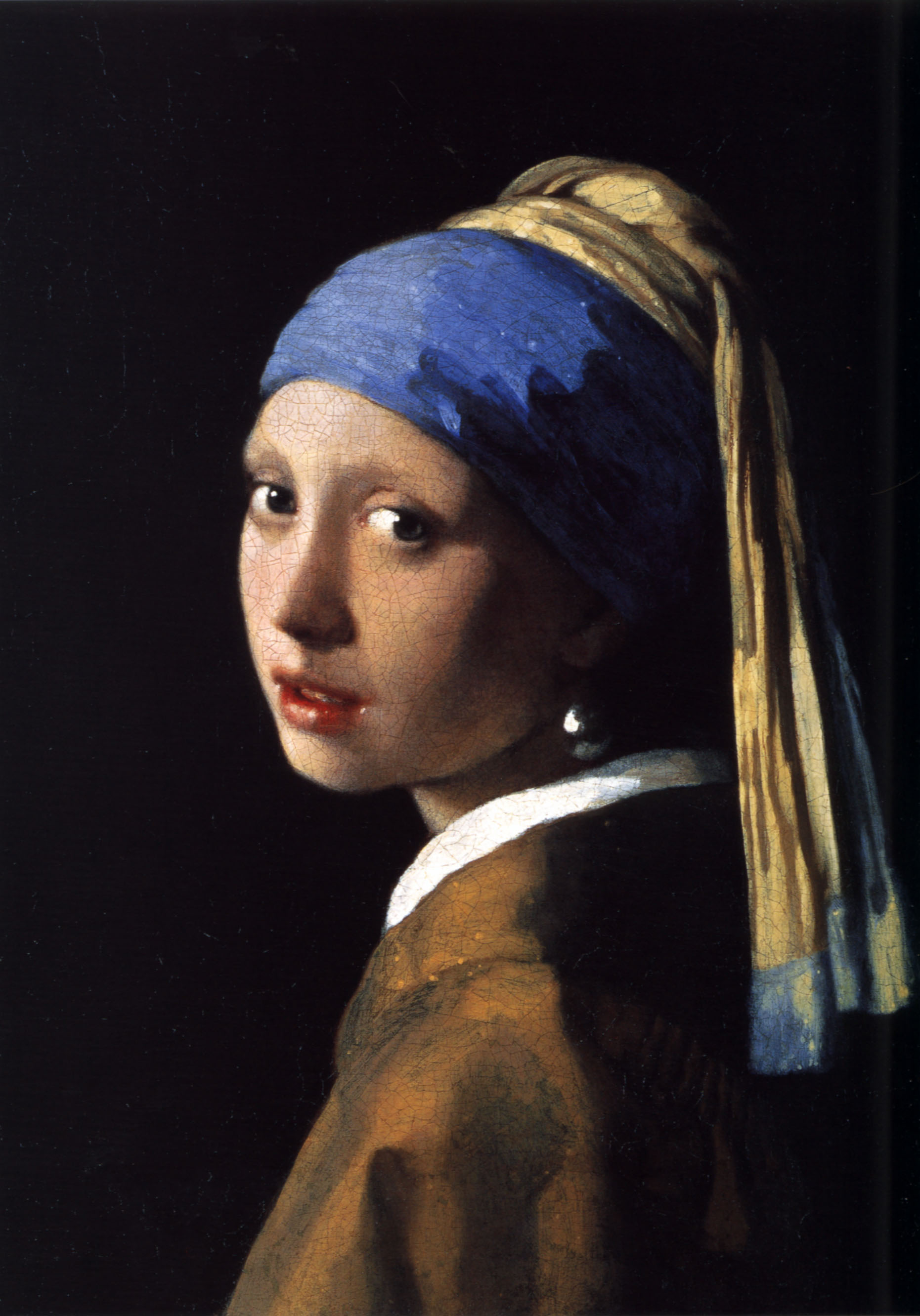
دختری با گوشواره مروارید (۱۶۶۵-۱۶۶۶)
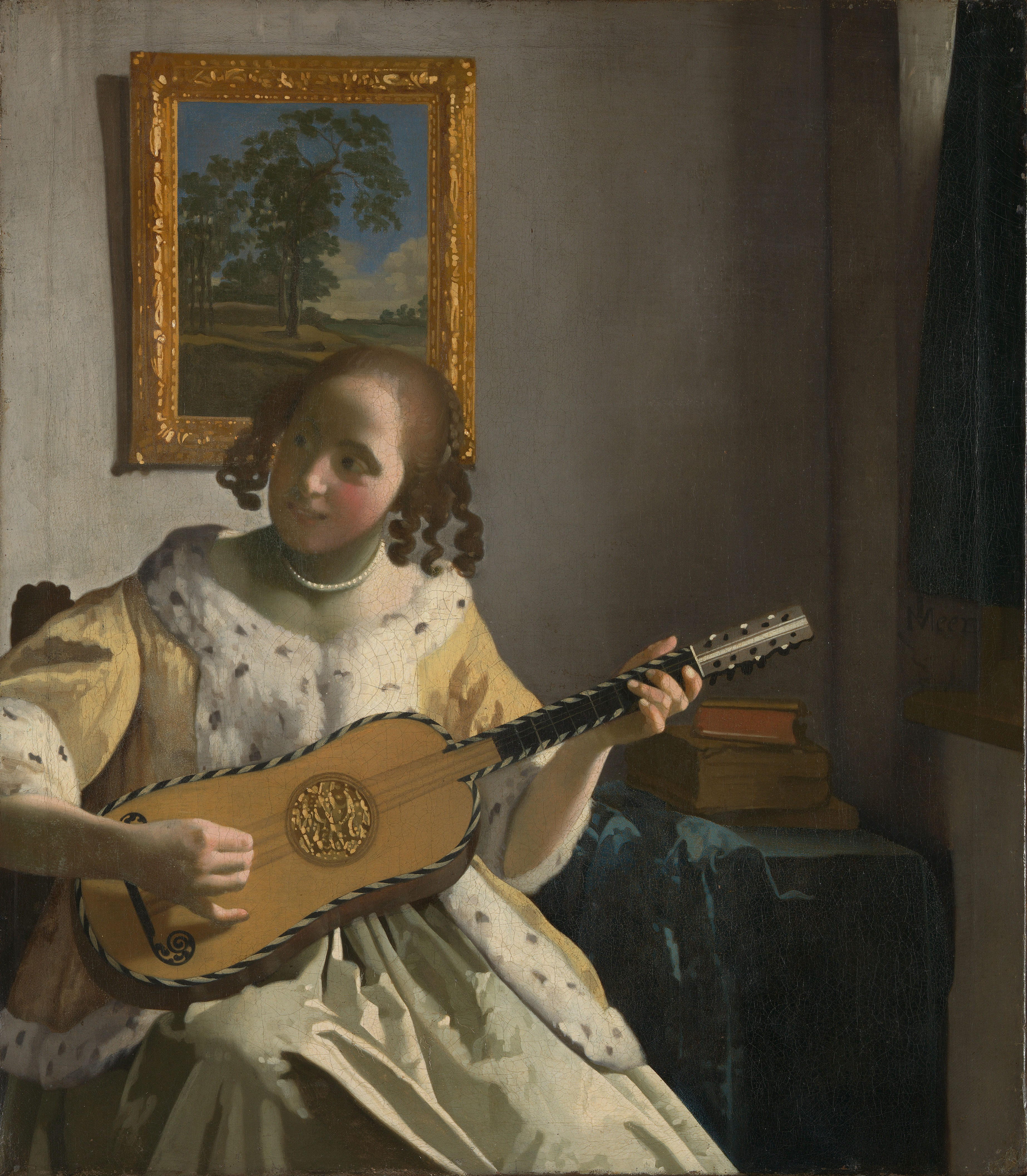
نوازندهٔ گیتار
۱۶۷۲ م.
مجموعهٔ کنوود هاوس

## برای مطالعهٔ بیشتر
- Liedtke, Walter (2009). The Milkmaid by Johannes Vermeer. New York: The Metropolitan Museum of Art. ISBN 978-1-58839-344-9.
- Liedtke, Walter A. (2001). Vermeer and the Delft School. Metropolitan Museum of Art. ISBN 978-0-87099-973-4.
- Kreuger, Frederik H. (2007). New Vermeer, Life and Work of Han van Meegeren. Rijswijk: Quantes. pp. 54, 218 and 220 give examples of Van Meegeren fakes that were removed from their museum walls. Pages 220/221 give an example of a non–Van Meegeren fake attributed to him. ISBN 978-90-5959-047-2. Archived from the original on 29 August 2010. Retrieved 21 September 2009.
- Singh, Iona (2012). "Vermeer, Materialism and the Transcendental in Art". from the book, Color, Facture, Art & Design. United Kingdom: Zero Books. pp. 18–40.
- Schneider, Nobert (1993). Vermeer. Cologne: Benedikt Taschen Verlag. ISBN 3-8228-6377-7.
- Sheldon, Libby; Nicola Costaros (February 2006). "Johannes Vermeer's 'Young woman seated at a virginal". The Burlington Magazine (vol. CXLVIII ed.) (1235).
- Snyder, Laura J. (2015). Eye of the Beholder: Johannes Vermeer, Antoni van Leeuwenhoek, and the Reinvention of Seeing. New York: W. W. Norton. ISBN 978-0-393-07746-9.
- Steadman, Philip (2002). Vermeer's Camera, the truth behind the masterpieces. Oxford University Press. ISBN 0-19-280302-6.
- Wadum, J. (1998). "Contours of Vermeer".  In I. Gaskel and M. Jonker (ed.). Vermeer Studies. Studies in the History of Art. Washington/New Haven: Center for Advanced Study in the Visual Arts, Symposium Papers XXXIII. pp. 201–223.
- Wheelock, Arthur K. , Jr. (1988) [1st. Pub. 1981]. Jan Vermeer. New York: Abrams. ISBN 0-8109-1737-8.